# جیمز اشمور (بازیکن فوتبال)
جیمز اشمور (انگلیسی: James Ashmore؛ زادهٔ ۲ مارس ۱۹۸۶) بازیکن فوتبال اهل بریتانیا است.
از باشگاه‌هایی که در آن بازی کرده‌است می‌توان به باشگاه فوتبال شفیلد یونایتد، باشگاه فوتبال فرنتس‌واروش، باشگاه فوتبال مکلسفیلد تاون، و باشگاه فوتبال وورکساپ تاون اشاره کرد.